# 차나칼레주

차나칼레주의 위치

차나칼레주(튀르키예어: Çanakkale ili)는 튀르키예 북서부에 위치한 주로, 마르마라 지역에 속한다. 주도는 차나칼레이며 면적은 9,737km2, 인구는 476,128명(2007년 기준), 인구밀도는 48.89명/km2, 자동차 번호는 17번, 시외전화 지역번호는 0286번이다. 12개 군을 관할한다.
이스탄불과 마찬가지로 유럽과 아시아가 만나는 지점에 위치하며 유럽 지역에는 겔리볼루가 있고 아시아 지역에는 아나톨리아의 역사적 영역 가운데 하나인 트로아스가 있다. 다르다넬스 해협을 사이에 두고 서로 떨어져 있으며 마르마라해, 에게해와 접한다. 트로이 유적으로 유명하다.